# Moret-Loing-et-Orvanne
Moret-Loing-et-Orvanne è un comune francese del dipartimento di Senna e Marna nella regione dell'Île-de-France.
È stato creato il 1º gennaio 2017 dalla fusione dei preesistenti comuni di Moret Loing et Orvanne e Veneux-Les Sablons.
Il capoluogo è la località di Moret-sur-Loing.